# Шатилов, Иван Яковлевич
Ива́н Я́ковлевич Шати́лов (1771—1845) — русский генерал, участник войн против Наполеона.
Дворянин Тверской губернии, родился в 1771 году, зачислен в 1782 году в гвардию, а 1 января 1793 году выпущен из Измайловского полка поручиком в Московский гренадерский полк, в 1796 году переведён в Павловский гренадерский, а в 1805 году обратно в Московский полк.
Шатилов участвовал в польской кампании 1794 года, в голландской кампании 1799 года и в походах против французов 1805 года в Австрии и 1806 и 1807 годов в Восточной Пруссии, был в сражениях под Прейсиш-Эйлау, Гутштадтом, Гейльсбергом и в 1807 году в деле при Фридланде был ранен. За оказанное отличие пожалован золотой шпагой с надписью «За храбрость». По возвращении в Россию Шатилов, в 1807 году, назначен командиром Московского гренадерского полка и произведён в подполковники, командовал полком в Турецкую кампанию 1808—1811 годов и при взятии штурмом крепости Базарджик первый взошёл на неприятельский ретраншемент, овладел находившимися на оном орудиями и взял в плен самого коменданта крепости Сераскир-пашу; в этом штурме Шатилов получил две контузии и за оказанное отличие пожалован 28 июля 1810 года орденом св. Георгия 4-й степени
В воздаяние отличнаго мужества и храбрости, оказанных 22 мая против турок при штурме города Базарджика, где, командуя вверенною частию войск, первый взошел на неприятельский ретраншамент и, овладев находившимися на оном орудиями, везде поражал встречающегося неприятеля
За взятие крепости Ловчи произведён в 1811 году в полковники. В Отечественную войну 1812 года отличился во многих делах и за отличную храбрость при Бородино, где был ранен, награждён орденом св. Анны 2-й степени с алмазами. В 1813 году Шатилов назначен командиром Бородинского пехотного полка. 30 августа 1816 года произведён в генерал-майоры с назначением командиром 1-й бригады 17-й пехотной дивизии, а 24 ноября 1821 года уволен от службы за ранами. Скончался в 1845 году.